# Extreme Sports Channel
Extrême Sports Channel est une chaîne de télévision basée aux Pays-Bas consacrée aux sports extrêmes et déclinée en 12 langues dans 50 pays en Europe et au Moyen-Orient.

## Histoire
Extrême Sports Channel a été lancée le 1er mai 1999 depuis Amsterdam, aux Pays-Bas.
Elle est lancée au Royaume-Uni en 2000 où elle est diffusée gratuitement, jusqu'à l'été 2006 où elle devient exclusive sur Sky.
En 2006, Extreme est lancé en janvier en Pologne puis en France 
En 2010, elle cesse définitivement la diffusion sur Numericable car elle possédait une programmation similaire à MCS Extrême.
Le 28 septembre 2011, la chaîne passe au format 16:9.
Le 1er février 2012, Extreme est lancé sur le bouquet Sky en Italie, en haute définition.
La chaîne cesse définitivement la diffusion de ses programmes en Italie le 1er février 2015.
Le 31 décembre 2015, la chaîne cesse sa diffusion au Royaume-Uni.
Le 18 mars 2020, la chaîne cesse sa diffusion en France dès le matin sur Canal+ et My Canal, mais continue sa diffusion par Freebox TV jusqu'au 20 mars.
EXTREME SPORTS fait le retour sur pluto tv le 22 juin 2023.

## Programmes
- Pro Bull Riders
- Dallas Cowboys Cheerleaders
- Surfing 50 States
- Drug Aware Pro
- Pinks, Lose the Race
- My Ride Rules
- Extreme Fighting Africa
- Winter X Games
- Ride Guide Mountain
- The Cool Guy Files
- Crusty Demons - On Tour

## Diffusion
Extrême Sports Channel était diffusée dans le Monde entier : dans la plupart des pays d'Europe, dans les pays du Maghreb et au Moyen-Orient.
La version française était distribuée en France (uniquement sur les offres Canal), Belgique, Luxembourg et en Suisse :
- - Canal+ : chaîne n° 75
  - Freebox (TV par Canal+) : chaîne n° 187
  - SFR (offres Canal) : chaîne n°133
  - Voo : chaîne n°36
  - Proximus TV : chaîne n°136 (numérotation FR)
  - SFR Luxembourg : chaîne n°132
  - UPC Suisse : chaîne n°120